# Deux-Grosnes
Deux-Grosnes é uma comuna francesa na região administrativa de Auvérnia-Ródano-Alpes, no departamento do Ródano. Estende-se por uma área de 83.60 km². Em 2010 a comuna tinha 1 962 habitantes (densidade: 23,5 hab./km²).
Foi criada em 1 de janeiro de 2019, a partir da fusão das antigas comunas de Monsols (sede da comuna), Avenas, Ouroux, Saint-Christophe, Saint-Jacques-des-Arrêts, Saint-Mamert e Trades.